# Compsophorus fumosus
Compsophorus fumosus är en stekelart som först beskrevs av Morley 1915.  Compsophorus fumosus ingår i släktet Compsophorus och familjen brokparasitsteklar. Inga underarter finns listade i Catalogue of Life.